# Under Pressure (festival)
Pour les articles homonymes, voir Under Pressure.
Under Pressure est un festival international de graffiti et des diverses composantes de la culture urbaine qui se tient annuellement à Montréal, Québec, Canada. Le festival est fondé en 1996.
Vingt ans après sa création, il est considéré comme le plus grand événement d'art urbain en Amérique du Nord.

## Histoire
Fondé en 1996 par les graffiteurs Seaz (Sterling Downey,) et Flow, qui estimaient qu'un événement accessible au grand public était nécessaire pour influencer la perception du graffiti et établir un dialogue avec les citoyens, Under Pressure célèbre les éléments de la culture urbaine tel art urbain, street dance, b-boys et b-girls, emcee, D. J. et skateboard. La première édition se déroule dans un terrain vague à l'angle de la rue Henri-Julien et de l'avenue du Mont-Royal, attire environ 500 personnes, et met notamment en vedette A-Trak, alors âgé de seulement 14 ans,.
Under Pressure se tient sur deux jours chaque été, pendant lesquels la rue Sainte-Catherine Est est fermée entre les rues Saint-Dominique et Sainte-Élisabeth. Des fresques sont peintes annuellement sur des murs situées dans les environs, derrière et autour des Foufounes Électriques ainsi que de la galerie FreshPaint, fondée par le festival en 2011 au 209, rue Sainte-Catherine Est. En 2015, quelque 300 danseurs participent à Under Pressure. En 2016, pour sa 21e édition tenue les 13 et 14 août, le festival conviait plus d'une centaines d'artistes montréalais, canadiens et internationaux.
L'organisation d'Under Pressure estimait en 2016 qu'il s'agit du plus ancien festival de culture urbaine encore actif.
En 2016, les trois événements se déroulant aux mêmes dates, Under Pressure s'associe avec le Forum Social Mondial 2016 pour la conférence « La présence autochtone à travers les arts urbains au Canada » et avec Fierté Montréal pour la conférence « Culture hip-hop et identités queer » ainsi que pour une exposition rétrospective du Café des Arts.
En 2011, Chevrolet Canada, division du groupe General Motors, utilise sans permission une peinture murale peinte lors de l'édition 2010 du festival Under Pressure dans une publicité télévisée réalisée par les agences MacLaren McCann et Cossette pour un de leurs modèles d'automobiles. Réalisée par 26 artistes, la réaction de la communauté derrière le cofondateur du festival Sterling Downey permet selon Under Pressure d'obtenir pour ces artistes « le plus gros dédommagement concernant l’abus de droit d’auteur » de graffiti, après une entente hors-cour.